# Fear of the Dark (chanson)
Pour les articles homonymes, voir Fear of the Dark.
Singles par Iron Maiden
Wasting Love
(1992) Hallowed Be Thy Name
(1993)
Fear of the Dark est une chanson écrite par Steve Harris, bassiste et principal compositeur d'Iron Maiden, sortie en single le 1er mars 1993. C'est la seule chanson de l'album éponyme à être fréquemment jouée en concert, bien que Afraid to Shoot Strangers ait souvent été jouée en live jusqu'en 1998.
Le single Fear of the Dark (live) est le 26e single sorti par le groupe. Ces versions live, Fear of the Dark et Bring Your Daughter... To the Slaughter sont issues de l'album live A Real Live One. Le single atteint la 8e position dans les charts britanniques. La version live de Hooks in You a été enregistrée à la Wembley Arena de Londres le 17 décembre 1990.
Le titre a été repris par le groupe allemand de power metal a cappella Van Canto sur leur album Hero sorti en 2008, ainsi que le groupe Graveworm qui reprend le titre sur leur album Scourge of Malice sorti en 2001. Un autre groupe de death metal, Infernal Poetry reprend Fear of the Dark sur leur album Beholding the Unpure sorti en 2005 et pour finir le groupe de heavy metal finlandais Sturm und Drang reprend la chanson en titre bonus sur leur album Rock 'n Roll Children sorti en 2008.

## Personnel
- Bruce Dickinson : chant
- Steve Harris : basse
- Dave Murray : guitare
- Janick Gers : guitare
- Nicko McBrain : batterie

## Liste des morceaux
| No | Titre                                          | Crédit(s)                     | Durée |
| -- | ---------------------------------------------- | ----------------------------- | ----- |
| 1. | Fear of the Dark (live)                        | Steve Harris                  | 7:11  |
| 2. | Bring Your Daughter... to the Slaughter (live) | Bruce Dickinson               | 5:30  |
| 3. | Hooks in You (live)                            | Bruce Dickinson, Adrian Smith | 3:45  |